# Statistiche e record del Piacenza Calcio 1919

## Statistiche di squadra

### Partecipazione ai campionati
| Livello | Categoria                                   | Partecipazioni | Debutto   | Ultima stagione | Totale |
| ------- | ------------------------------------------- | -------------- | --------- | --------------- | ------ |
| 1º      | Serie A                                     | 8              | 1993-1994 | 2002-2003       | 8      |
| 2º      | Seconda Divisione                           | 4              | 1922-1923 | 1925-1926       | 22     |
| 2º      | Serie B                                     | 18             | 1946-1947 | 2010-2011       | 22     |
| 3º      | Seconda Divisione                           | 2              | 1926-1927 | 1927-1928       | 59     |
| 3º      | Prima Divisione                             | 7              | 1928-1929 | 1934-1935       | 59     |
| 3º      | Serie B-C Alta Italia                       | 1              | 1945-1946 | 1945-1946       | 59     |
| 3º      | Serie C                                     | 38             | 1935-1936 | 2022-2023       | 59     |
| 3º      | Serie C1                                    | 11             | 1978-1979 | 2011-2012       | 59     |
| 4º      | IV Serie                                    | 1              | 1956-1957 | 1956-1957       | 10     |
| 4º      | Campionato Interregionale - Prima Categoria | 1              | 1957-1958 | 1957-1958       | 10     |
| 4º      | Serie D                                     | 7              | 1961-1962 | 2024-2025       | 10     |
| 4º      | Serie C2                                    | 1              | 1983-1984 | 1983-1984       | 10     |
| 5º      | Serie D                                     | 1              | 2013-2014 | 2013-2014       | 1      |

In 100 stagioni trascorse disputando i campionati delle leghe calcistiche nazionali della FIGC attuali e passate: la Lega Calcio, la Lega Serie B, la Lega Pro, la Lega di IV Serie, la Lega Alta Italia, il DDS, il DDIN, la Lega Nord, la Lega Nazionale Dilettanti. Dal conteggio è dunque escluso il torneo di Eccellenza 2012-2013 in quanto campionato organizzato su base regionale. Nei suoi primi tre anni di attività il Piacenza partecipò ad altrettanti campionati organizzati dal Comitato Regionale Emiliano: la Promozione 1919-1920 e poi i due tornei di Prima Categoria 1920-1921 e 1921-1922.

## Statistiche individuali

### Lista dei capitani
| Calciatore               | Ruolo | Stagioni al club                                  | Stagioni da capitano  | Presenze | Reti |
| ------------------------ | ----- | ------------------------------------------------- | --------------------- | -------- | ---- |
| …                        |       |                                                   |                       |          |      |
| Luigi Asti               | D     | 1954-1957                                         | 1955-1957 (2)         | 77       | 9    |
| Mario Gabbiani           | D/C   | 1956-1962                                         | 1957-1958 (1)         | 140      | 0    |
| Gastone Celio            | D     | 1951-1955 e 1958-1960                             | 1958-1959 (1)         | 138      | 0    |
| Rino Di Fraia            | A     | 1958-1961                                         | 1959-1961 (2)         | 96       | 12   |
| Rinaldo Marchesi         | C     | 1954-1959 e 1961-1962                             | 1961-1962 (1)         | 149      | 32   |
| Giancarlo Civardi        | C     | 1959-1965                                         | 1962-1964 (2)         | 101      | 3    |
| Alberto Galandini        | C     | 1956-1967                                         | 1964-1967 (3)         | 218      | 51   |
| Ottavio Favari           | D     | 1961-1962 e 1963-1970                             | 1967-1970 (4)         | 273      | 20   |
| Tiziano Stevan           | C/A   | 1968-1971                                         | 1970-1971 (1)         | 95       | 24   |
| Giancarlo Cella          | D     | 1957-1958 e 1971-1972                             | 1971-1972 (1)         | 41       | 3    |
| Enrico Burlando          | C     | 1971-1973                                         | 1972-1973 (1)         | 57       | 4    |
| Ambrogio Pelagalli       | D/C   | 1973-1974                                         | 1973-1974 (1)         | 16       | 0    |
| Natalino Gottardo        | A     | 1973-1979                                         | 1974-1975 (1)         | 125      | 35   |
| Giuseppe Regali          | C     | 1974-1977                                         | 1975-1976 (1)         | 107      | 4    |
| Patrizio Bonafè          | C     | 1975-1977                                         | 1976-1977 (1)         | 67       | 13   |
| Tiziano Mutti            | D     | 1976-1978                                         | 1977-1978 (1)         | 69       | 0    |
| Rino Gritti              | C     | 1977-1980                                         | 1978-1980 (2)         | 94       | 17   |
| Roberto Vichi            | D     | 1978-1981                                         | 1980-1981 (1)         | 79       | 0    |
| Denis Mendoza            | C     | 1980-1982                                         | 1981-1982 (1)         | 61       | 4    |
| Giovanni Zanotti         | C     | 1977-1980 e 1981-1983                             | 1982-1983 (1)         | 166      | 5    |
| Gian Filippo Reali       | D     | 1983-1985                                         | 1983-1985 (2)         | 41       | 0    |
| Giorgio Mastropasqua     | D     | 1984-1986                                         | 1985-1986 (1)         | 60       | 0    |
| Armando Madonna          | C     | 1983-1988 e 1991-1992                             | 1986-1988 (2)         | 196      | 48   |
| Alessandro Roccatagliata | D     | 1986-1989                                         | 1988-1989 (1)         | 102      | 4    |
| Carlo Osti               | D     | 1988-1990                                         | 1989-1990 (1)         | 53       | 0    |
| Leonardo Occhipinti      | D/C   | 1989-1991                                         | 1990-1991 (1)         | 50       | 0    |
| Guido Di Fabio           | C     | 1990-1992                                         | 1991-1992 (1)         | 64       | 1    |
| Antonio De Vitis         | A     | 1991-1995                                         | 1992-1995 (3)         | 120      | 49   |
| Settimio Lucci           | D     | 1991-1997                                         | 1995-1997 (2)         | 198      | 1    |
| Gianpietro Piovani       | A     | 1990-2001                                         | 1997-1998 (1)         | 341      | 57   |
| Alessandro Mazzola       | C     | 1997-2000                                         | 1998-2000 (2)         | 82       | 1    |
| Flavio Roma              | P     | 1999-2001                                         | 2000-2001 (1)         | 70       | -68  |
| Sergio Volpi             | C     | 2000-2002 e 2010-2011                             | 2001-2002 (1)         | 84       | 3    |
| Eusebio Di Francesco     | C     | 1995-1997 e 2001-2003                             | 2002-2003 (1)         | 128      | 17   |
| Amedeo Mangone           | D     | 2002-2005                                         | 2003-2005 (2)         | 74       | 0    |
| Luigi Beghetto           | A     | 2003-2005                                         | 2005 (1)              | 71       | 22   |
| Luigi Riccio             | C     | 2002-2009                                         | 2005-2009 (4)         | 252      | 19   |
| Michele Anaclerio        | D     | 2006-2011                                         | 2009 (1)              | 129      | 11   |
| Davide Moscardelli       | A     | 2008-2010                                         | 2009-2010 (1)         | 77       | 22   |
| Daniele Cacia            | A     | 2000-2002, 2003-2005, 2005-2008, 2010-2011 e 2019 | 2010-2011 (1)         | 139      | 53   |
| Tomás Guzmán             | A     | 2007-2012                                         | 2011-2012 (1)         | 113      | 19   |
| Diego Tognassi           | D     | 2012-2014                                         | 2012-2014 (2)         | 47       | 5    |
| Francesco Volpe          | A     | 2011-2012 e 2012-2015                             | 2014-2015 (1)         | 112      | 21   |
| Luca Matteassi           | C     | 1996-1998, 2000 e 2015-2017                       | 2015-2017 (2)         | 65       | 13   |
| Jacopo Silva             | D     | 2010-2012, 2015-2019 e 2023-2024                  | 2017-2019 e 2023- (4) | 173      | 5    |
| Antonio Pergreffi        | D     | 2016-2020                                         | 2019-2020 (1)         | 127      | 10   |
| Matteo Bruzzone          | D     | 2020-2021                                         | 2020-2021 (1)         | 18       | 0    |
| Matteo Battistini        | D     | 2020-2021                                         | 2021 (1)              | 34       | 0    |
| Alessandro Cesarini      | A     | 2021-2023                                         | 2021-2023 (2)         | 57       | 19   |

### Record di presenze
| Campionato - 341 Gianpietro Piovani (1990-2001) - 273 Giuseppe Cella (1927-1934, 1935-1940, 1949) 273 Ottavio Favari (1961-1962, 1963-1970) - 252 Luigi Riccio (2002-2009) - 223 Dante Ravani (1947-1954) - 221 Francesco Fiorani (1941-1942, 1945-1952) - 220 Ernesto Cesena (1956-1965) - 218 Alberto Galandini (1956-1967) - 217 Daniele Moretti (1988-1997, 1998) - 203 Giulio Loranzi (1925-1927, 1928-1939)                                    | Coppa Italia - 39 Gianpietro Piovani (1990-2001) - 36 Armando Madonna (1983-1988, 1991-1992) - 31 Gianfranco Serioli (1984-1988, 1989) - 26 Gian Paolo Manighetti (1986-1991, 1991-1992, 1998-2000) - 25 Ivano Comba (1982-1988) 25 Daniele Moretti (1988-1997, 1998) - 24 Alfio Filosofi (1981-1985) 24 Giovanni Zanotti (1977-1980, 1981-1983) - 23 Giancarlo Snidaro (1984-1988) - 22 Stefano Fontana (1983-1987)                                           |
| Serie A - 170 Gianpietro Piovani (1993-1994, 1995-2000) - 158 Cleto Polonia (1993-1994, 1995-2000) - 128 Eusebio Di Francesco (1995-1997, 2001-2003) - 101 Massimo Taibi (1993-1994, 1995-1997) - 96 Settimio Lucci (1993-1994, 1995-1997) - 92 Daniele Delli Carri (1996-2000) 92 Gianluca Lamacchi (1998-2000, 2001-2003) - 82 Alessandro Mazzola (1997-2000) - 79 Pietro Vierchowod (1997-2000) - 78 Daniele Moretti (1993-1994, 1995-1997, 1998) | Serie B - 231 Luigi Riccio (2003-2009) - 175 Bogdan Pătrașcu (2003-2008, 2009) - 143 Mario Cassano (2005-2009, 2010-2011) - 139 Gianpietro Piovani (1991-1993, 1994-1995, 2000-2001) - 129 Michele Anaclerio (2006-2011) - 125 Daniele Cacia (2000-2001, 2003-2005, 2005-2008, 2010-2011) - 118 Tommaso Bianchi (2005-2010, 2010-2011) 118 Samuele Olivi (2005-2009) - 115 Hugo Campagnaro (2002-2007) - 112 Daniele Moretti (1988-1989, 1991-1993, 1994-1995) |
| Serie C/C1/LP1D/LegaPro - 198 Dante Ravani (1948-1954) - 173 Ottavio Favari (1964-1969) - 166 Giovanni Zanotti (1977-1980, 1981-1983) - 160 Edmondo Mazzocchi (1935-1943) - 157 Sergio Montanari (1964-1969, 1970-1971) - 154 Francesco Fiorani (1941-1942, 1948-1952) - 141 Enzo Melandri (1937-1942) - 140 Franco Cornaro (1970-1974) - 138 Gastone Celio (1951-1955, 1958-1960) - 135 Orlando Bissi (1948-1956)                                   | Serie C2 - 34 Armando Mulinacci (1983-1984) - 33 Armando Madonna (1983-1984) 33 Giorgio Redeghieri (1983-1984) 33 Roberto Serena (1983-1984) - 32 Ivano Comba (1983-1984) 32 Gian Filippo Reali (1983-1984) - 31 Andrea Maiani (1983-1984) - 30 William Pederzoli (1983-1984) - 29 Luciano Adami (1983-1984) 29 Paolo Rossi (1983-1984) |

### Record di marcature
| Campionato - 101 Giuseppe Cella (1927-1934, 1935-1940, 1949) - 68 Antonio Rossetti (1924-1934, 1935-1939) - 57 Gianpietro Piovani (1990-2001) - 54 Giovanni Gaddoni (1936-1938, 1945-1946) - 52 Angiolo Bonistalli (1947-1951) 52 Daniele Cacia (2000-2001, 2003-2005, 2005-2008, 2010-2011) - 51 Alberto Galandini (1956-1967) - 50 Mario Bernetti (1920-1927) - 49 Antonio De Vitis (1991-1995) - 48 Armando Madonna (1983-1988, 1991-1992) | Coppa Italia - 12 Gianpietro Piovani (1990-2001) - 10 Armando Madonna (1983-1988, 1991-1992) - 8 Daniele Cacia (2000-2001, 2003-2005, 2005-2008, 2010-2011) 8 Giorgio Gambin (1974-1977) 8 Armando Mulinacci (1981-1984) - 6 Natalino Gottardo (1973-1979) 6 Roberto Simonetta (1985-1988) - 5 Nicola Caccia (1995-1996, 2000-2003) 5 Massimiliano Cappellini (1989-1992, 1995-1996) 5 Riccardo Cenci (1981-1983) 5 Giancarlo Snidaro (1984-1988)                     |
| Serie A - 38 Dario Hübner (2001-2003) - 28 Gianpietro Piovani (1993-1994, 1995-2000) - 17 Eusebio Di Francesco (1995-1997, 2001-2003) - 16 Nicola Caccia (1995-1996, 2001-2003) - 15 Simone Inzaghi (1997, 1998-1999) - 14 Pasquale Luiso (1996-1997) - 13 Davide Dionigi (1997-1999) - 9 Enzo Maresca (2002-2003) - 8 Carmine Gautieri (1999-2000, 2001-2002) 8 Massimo Rastelli (1997-2000)                                                 | Serie B - 52 Daniele Cacia (2000-2001, 2003-2005, 2005-2008, 2010-2011) - 48 Antonio De Vitis (1991-1993, 1994-1995) - 27 Gianpietro Piovani (1991-1993, 1994-1995, 2000-2001) - 23 Nicola Caccia (2000-2001) - 22 Luigi Beghetto (2003-2005) 22 Davide Moscardelli (2008-2010) - 19 Luigi Riccio (2003-2009) - 16 Angiolo Bonistalli (1947-1948) - 15 Daniele Degano (2005-2007) 15 Filippo Inzaghi (1991-1992, 1994-1995) 15 Armando Madonna (1987-1988, 1991-1992) |
| Serie C/C1/LP1D/LegaPro - 43 Giuseppe Cella (1935-1940, 1949) - 42 Giovanni Gaddoni (1936-1938) 42 Dario Seratoni (1951-1953) - 38 Giovanni Cornacchini (1989-1991) - 36 Angiolo Bonistalli (1948-1951) - 32 Silvano Mari (1952-1954) - 30 Natalino Gottardo (1973-1975, 1976-1979) - 25 Carlo Girometta (1935-1936) 25 Gianfranco Serioli (1984-1987, 1989) - 24 Albino Cella (1958-1960)                                                    | Serie C2 - 13 Armando Madonna (1983-1984) - 5 Luciano Adami (1983-1984) 5 Alfio Filosofi (1983-1984) - 4 Armando Mulinacci (1983-1984) 2 William Pederzoli (1983-1984) 2 Giorgio Redeghieri (1983-1984) 2 Paolo Rossi (1983-1984) - 1 Tiziano Lunghi (1983-1984) 1 Antonio Tonini (1983-1984) |

### Record di panchine
- 277  Luigi Cagni (1990-1996, 2003-2004)
- 175  Arnaldo Franzini (2015-2020)
- 174  Battista Rota (1983-1988)
- 131  Carlo Corna (1933-1938)
- 126  Giuseppe Iachini (2004-2007)
- 97  Giancarlo Cella (1972-1974)
- 76  Giovan Battista Fabbri (1974-1976)
- 74  Cristiano Scazzola (2021-2023)
- 72  Walter Novellino (2000-2002)
- 69  Bruno Fornasaro (1978-1979, 1981)
- 68  Renato Bodini (1945-1946, 1955-1956)

68  Ivano Corghi (1961-1963)
68  Giuseppe Marchi (1946-1947, 1948-1949)
| Serie A - 83 Luigi Cagni (1993-1994, 1995-1996, 2003) - 34 Vincenzo Guerini (1997-1998) 34 Giuseppe Materazzi (1998-1999) 34 Bortolo Mutti (1996-1997) 34 Walter Novellino (2001-2002) - 19 Andrea Agostinelli (2002-2003) - 18 Maurizio Braghin & Daniele Bernazzani (2000) - 16 Luigi Simoni (1999-2000)                                                                 | Serie B - 160 Luigi Cagni (1991-1993, 1994-1995, 2003-2004) - 126 Giuseppe Iachini (2004-2007) - 42 Armando Madonna (2010-2011) 42 Stefano Pioli (2008-2009) - 40 Giuseppe Marchi (1946-1947) - 38 Giovan Battista Fabbri (1975-1976) 38 Walter Novellino (2000-2001) 38 Battista Rota (1987-1988) - 34 Italo Rossi (1947-1948) - 32 Mario Somma (2007-2008) |
| Serie C/C1/LP1D/LegaPro - 137 Arnaldo Franzini (2016-2020) - 102 Battista Rota (1984-1987) - 90 Carlo Corna (1935-1938) - 74 Cristiano Scazzola (2021-2023) - 69 Bruno Fornasaro (1978-1979, 1981) - 57 Bruno Barbieri (1949-1951) - 55 Ezio Galbiati (1976-1978) 55 Július Korostelev (1959-1961) 55 Alberto Molina (1968-1969, 1971-1972) 54 Mariano Tansini (1951-1953) | Serie C2 - 34 Battista Rota (1983-1984) |

Dati aggiornati al 15 maggio 2025.